# Strasznie głośno, niesamowicie blisko
Strasznie głośno, niesamowicie blisko (ang. Extremely Loud and Incredibly Close) – amerykański film dramatyczny z 2011 oparty na scenariuszu Erica Rotha; w reżyserii Stephena Daldry’ego. Film powstał na podstawie powieści Jonathana Safrana Foera pod tym samym tytułem, która została wydana w 2005. W filmie występują Thomas Horn, Tom Hanks, Sandra Bullock, Max von Sydow, Viola Davis, John Goodman, Jeffrey Wright i Zoe Caldwell.
Światowa premiera filmu miała miejsce 25 grudnia 2011. W Polsce premiera filmu odbyła się 22 czerwca 2012.

## Fabuła
Oskar (Thomas Horn) próbuje poradzić sobie ze stratą ojca, który zginął w jednym z wieżowców World Trade Center. Zaczyna szukać właściciela tajemniczego klucza, znalezionego w domu.

## Obsada
- Thomas Horn jako Oskar Schell
- Tom Hanks jako Thomas Schell
- Sandra Bullock jako Linda Schell
- Max von Sydow jako lokator
- Viola Davis jako Abby Black
- John Goodman jako Stan the Doorman
- Jeffrey Wright jako William Black
- Zoe Caldwell jako babcia Oskara
- Hazelle Goodman jako Hazelle Black